# Begraafplaats van Croix
De Begraafplaats van Croix is een gemeentelijke begraafplaats in de gemeente Croix in het Franse Noorderdepartement. De begraafplaats ligt aan de Rue de Maubeuge op 540 m ten noorden van het centrum van Croix (Église Saint-Martin). Ze heeft een onregelmatige vorm en wordt grotendeels omsloten door een bakstenen muur met traliewerk. Er zijn drie toegangen. 
Centraal op de begraafplaats staat een oorlogsmonument voor de slachtoffers uit beide wereldoorlogen, de Frans-Duitse Oorlog, de Algerijnse Oorlog en andere militaire conflicten waarbij Frankrijk betrokken was. In het noordoostelijk deel van de begraafplaats staat een herdenkingsmonument, opgericht door de gemeente Aux victimes du travail.

## Franse oorlogsgraven

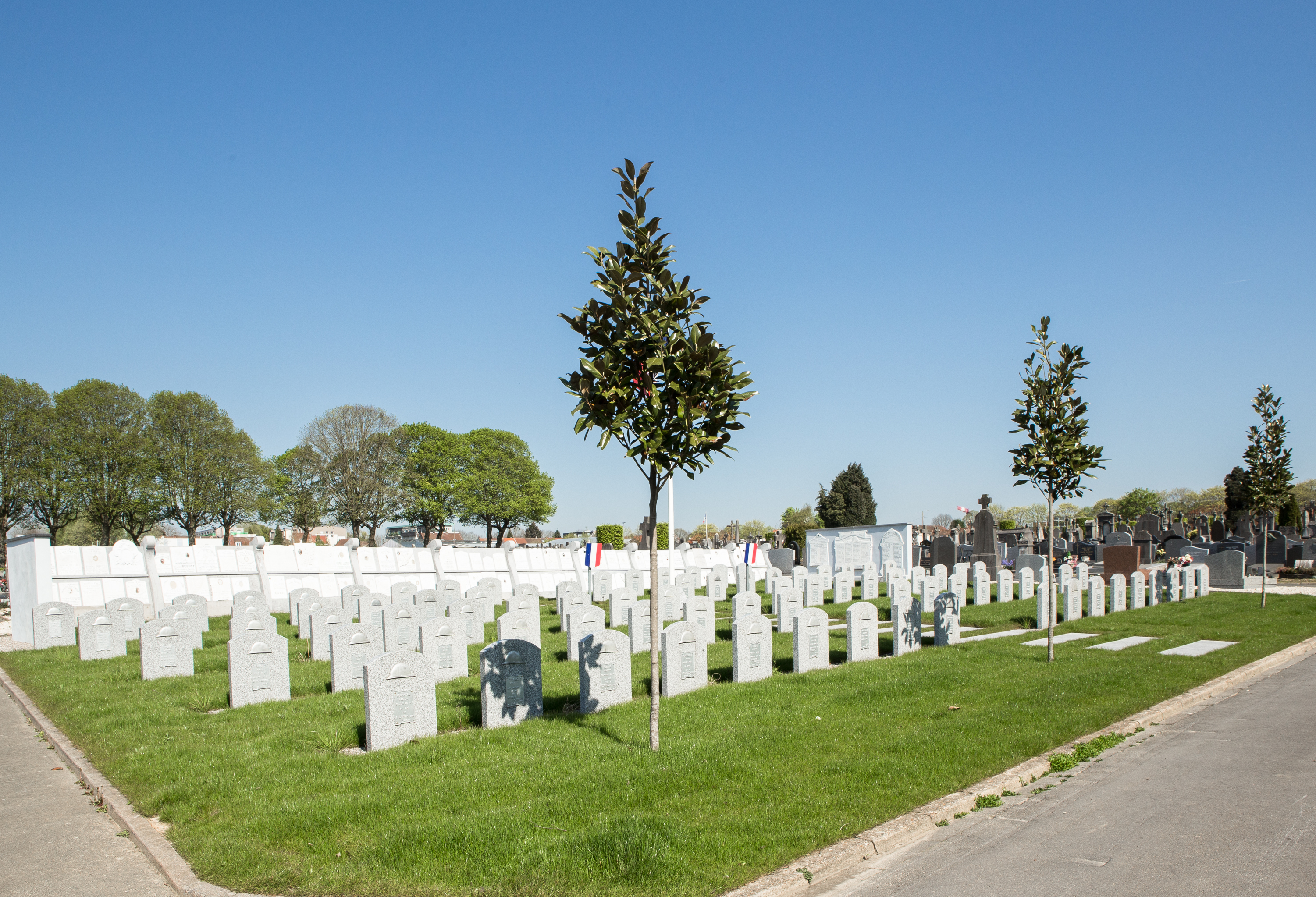
Franse graven WO1

Dicht bij de zuidelijke hoek van de begraafplaats ligt een perk met 87 gesneuvelden uit de Eerste Wereldoorlog. Iets ten noorden van het oorlogmonument ligt een militair perk met meer dan 70 slachtoffers uit de Tweede Wereldoorlog. 

## Britse oorlogsgraven
Op de begraafplaats liggen drie geïdentificeerde Britse militairen begraven. Ze liggen verspreid tussen de civiele graven. Een graf is van Eric Francis Cecil Wetherall, onderluitenant bij het North Staffordshire Regiment. Hij stierf op 27 december 1918. De twee andere graven zijn van Douglas Holden Johnston, onderofficier bij de Royal Fusiliers (City of London Regiment) en George Hutcheson, pionier bij de Royal Engineers. Zij stierven respectievelijk op 22 december 1939 en 23 mei 1940. De graven worden onderhouden door de Commonwealth War Graves Commission en zijn daar geregistreerd onder Croix Communal Cemetery.